# Storie della Vergine (Filippo Lippi)

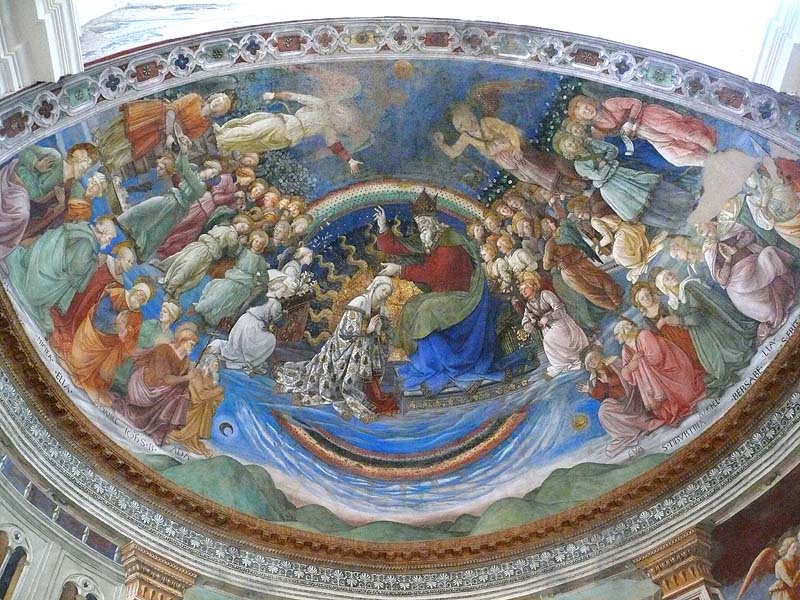
Incoronazione della Vergine, nel catino absidale

Le Storie della Vergine sono un ciclo di affreschi di Filippo Lippi, datati dal 1466 al 1469 e conservati nella tribuna della cattedrale di Santa Maria Assunta a Spoleto. 

## Storia
Gli affreschi vennero commissionati nel 1466, quando il Lippi aveva appena terminato le Storie di santo Stefano e san Giovanni Battista nel Duomo di Prato e vennero bruscamente interrotti dalla morte dell'artista nel 1469, per venire poi conclusi, in circa tre mesi, dalla bottega del maestro. Secondo il Vasari la morte dell'artista, a 63 anni, fu causata dalla somministrazione di veleno per la sua abitudine di infastidire le fanciulle, che già era stata motivo di grande scandalo a Prato. 
Il Lippi venne sepolto nella cattedrale spoletina e lì rimase, nonostante le richieste di Lorenzo il Magnifico di riaverlo a Firenze, poiché i cittadini umbri si lamentarono di non avere, a differenza delle basiliche fiorentine, ancora uomini illustri sepolti nella loro grande, nuova cattedrale.

## Descrizione e stile
Il Lippi pensò, per il coro del Duomo di Spoleto, di includere l'architettura reale nella decorazione pittorica, creando sulla parete nella quale si apre l'abside un grande arco di trionfo concluso in alto da una grande trabeazione dipinta. Nella curva del tamburo absidale, simulò un'esedra marmorea costituita da un basamento a lastre alternate di porfido e serpentino su cui poggiano quattro pilastri che sostengono la trabeazione in cui è inglobata la cornice in pietra dell'edificio romanico, completata pittoricamente da un fregio a palmette e da un architrave a lacunari. Tutti questi accorgimenti consentirono al Lippi di esaltare la potenzialità dell'ampio volume dell'abside romanica producendo una visione unitaria delle scene. 
Il ciclo rappresenta, da sinistra a destra, le vicende della Vergine, ovvero: 
- l'Annunciazione,
- la Morte della Vergine (Dormitio Virginis), al centro
- la Natività,
- l'Incoronazione della Vergine, dipinta in alto sulla semicupola absidale.

La centralità della morte della Vergine, che rompe la progressione logica delle scene, è da attribuire a una specifica richiesta della committenza, proprio per enfatizzare il culto della Assunta nella sua Cattedrale.

## Altre immagini

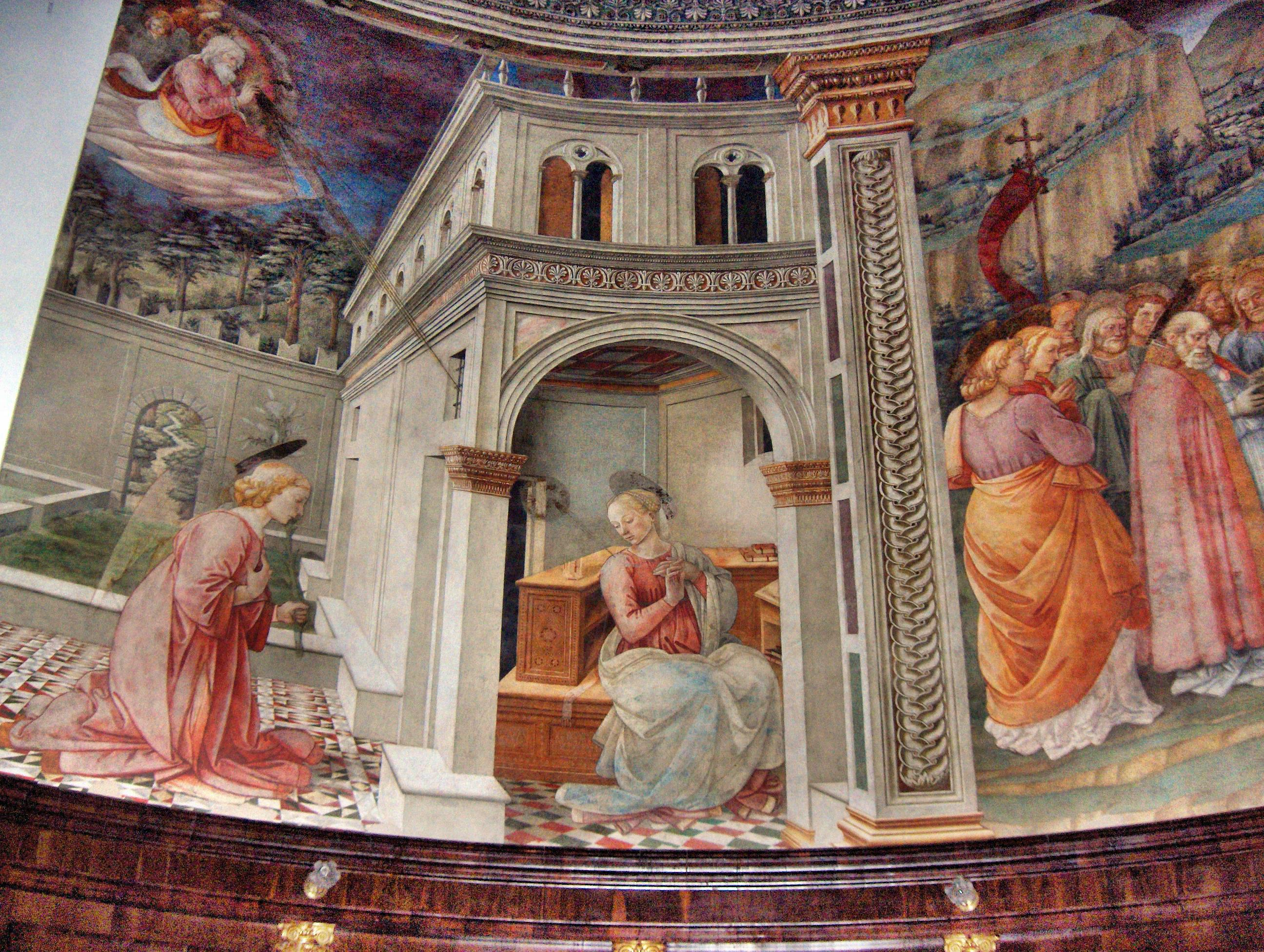
Annunciazione
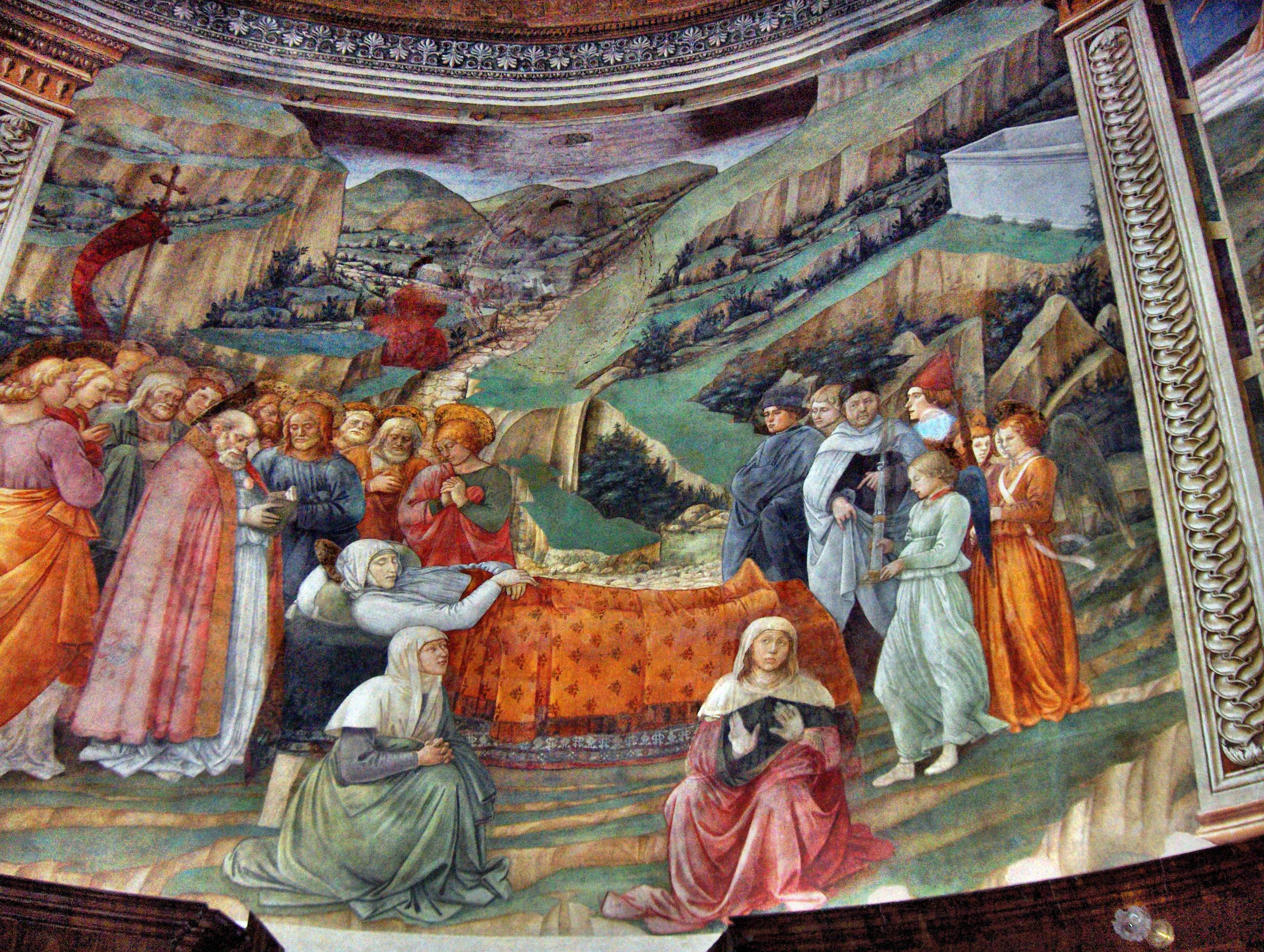
Dormitio Virginis
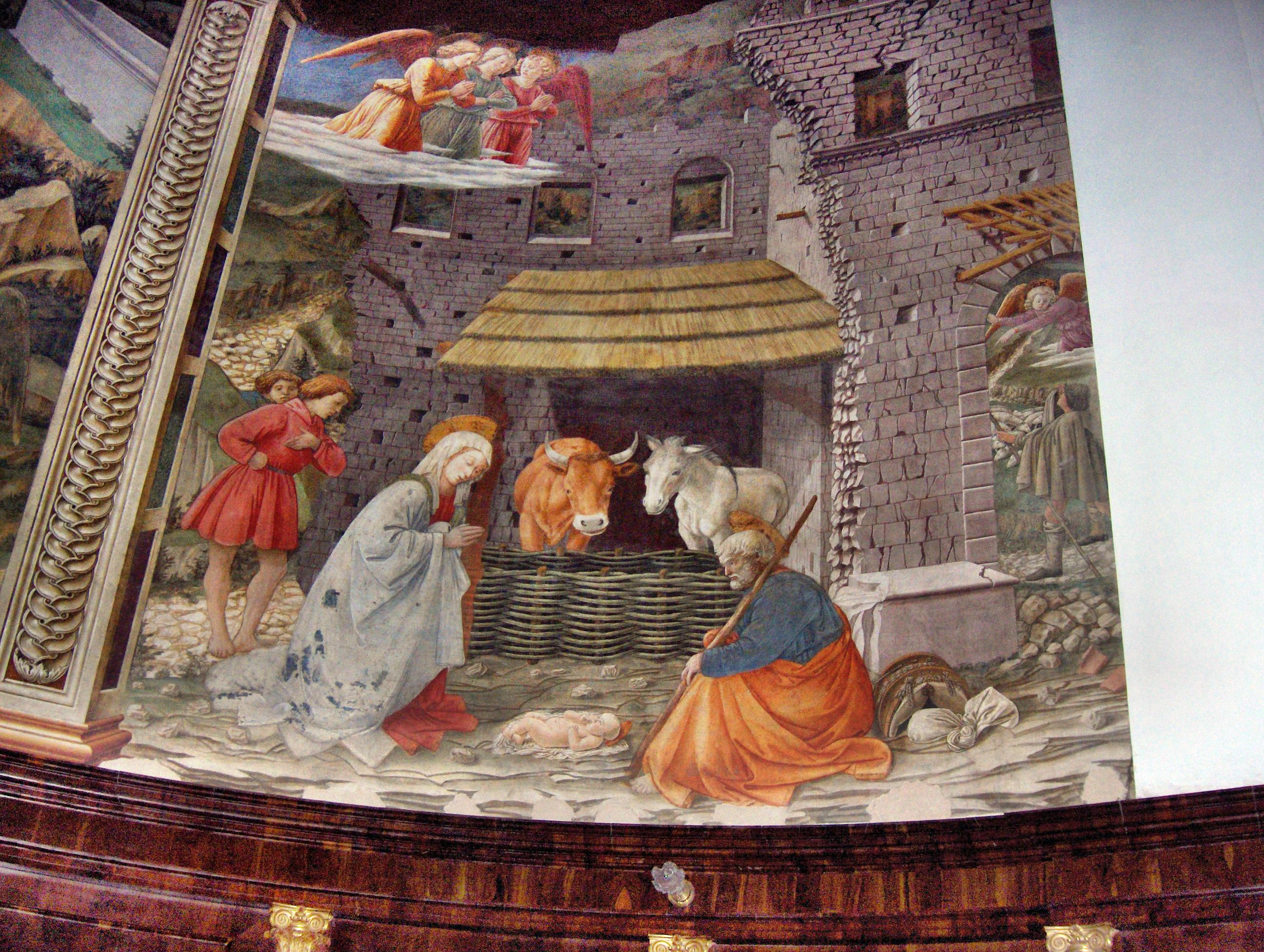
Natività